# Procambarus escambiensis
Procambarus escambiensis (tên tiếng Anh: Escambia crayfish) là một loài tôm sông trong họ Cambaridae. Nó là loài đặc hữu của sông Escambia ở Alabama và Florida và được liệt vào danh sách các loài bị đe dọa trong sách Đỏ.